# Česká společnost ornitologická

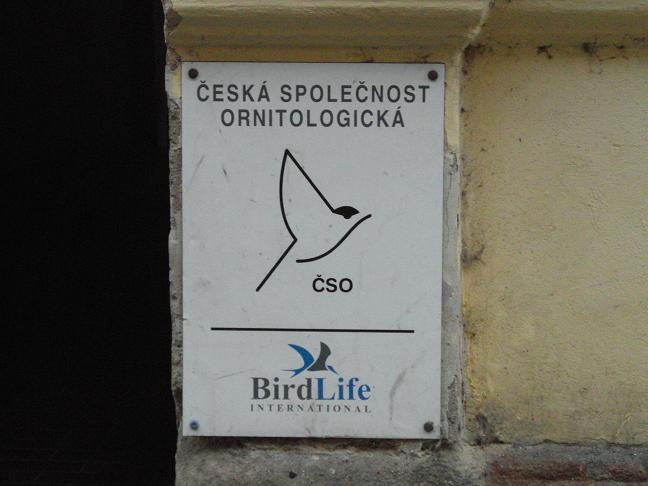
Označení sídla ČSO

Česká společnost ornitologická je spolkem sdružujícím profesionální pracovníky i amatéry zabývající se výzkumem a ochranou ptáků, zájemce o pozorování ptáků a milovníky přírody. Je partnerem nadnárodní ochranářské společnosti BirdLife International v Česku.
ČSO byla založena v roce 1926 jako čistě vědecká společnost. Od 90. let 20. století prošla řadou organizačních změn včetně vytvoření kanceláře s profesionálními zaměstnanci a proměnila se v moderní nevládní ochranářskou organizaci. Ke konci roku 2020 čítala organizace 4924 členů.

## Aktivity spolku
Hlavním účelem, posláním a cílem ČSO je ochrana přírody a krajiny a životního prostředí, zejména výzkum a ochrana volně žijících ptáků a jejich prostředí (ČSO spravuje několik maloplošných rezervací), a dále ekologická výchova a vzdělávání dětí i dospělých, členů i nečlenů ČSO. Společensky populární jsou aktivity jako mapování čapích hnízd, sledování ptáků na krmítku, hlídání příletu tažných ptáků či každoroční terénní vycházky spojené s přednáškami. Pro své členy organizuje ČSO tuzemské i mezinárodní exkurze. Spolek disponuje také vlastní kynologickou jednotkou pro boj s trestnou činností travičství.

## Publikační činnost
ČSO vydává odborný ornitologický časopis Sylvia (1× ročně, ISSN 0231-7796), popularizační Ptačí svět (4× ročně, ISSN 1801-7525) a příležitostně tematicky zaměřené materiály.
Východočeská pobočka České společnosti ornitologické a Východočeské muzeum vydávají časopis Panurus, který vychází jednou ročně.

## Pobočky
ČSO registruje devět regionálních poboček (severočeská, západočeská, jihočeská, středočeská a pražská, východočeská, Vysočina, jihomoravská, středomoravská (Moravský ornitologický spolek) a slezská).

## Zrušení Názvoslovné komise ČSO
Tato pracovní skupina vznikla rozhodnutím výboru ČSO dne 10. března 2021 na základě podnětu několika členů ČSO za účelem vedení a aktualizace seznamu českých jmen ptáků. Od závěru prosince 2023 v médiích a na sociálních sítích zesilovala kritika předchozí i aktuální činnosti Názvoslovné komise ze strany odborné i laické ornitologické komunity.
Dne 21. července 2024 se sešel výbor ČSO k projednání situace a rozhodl se většinou svých členů Názvoslovnou komisi zrušit.
Hlavní důvody pro ukončení činnosti Názvoslovné komise uvedl výbor takto:
1. od začátku nedostatečně nastavený způsob fungování komise, způsob výběru členů a absence kontrolních mechanismů
2. nedostatečná komunikace činnosti a výsledků ze strany komise, kdy navržené změny názvosloví nebyly před schválením a publikací diskutovány se subjekty, jichž se mohou týkat (akademickou sférou, vědeckými institucemi, odbornými skupinami, zoologickými zahradami, chovatelskými skupinami apod.)
3. zveřejněné výsledky činnosti komise přispěly k rozštěpení ornitologické komunity namísto toho, aby ji tmelily a přispívaly k všeobecnému vzájemnému porozumění.

Ačkoli v souvislosti se zastavením činnosti Názvoslovné komise navrhl výbor ČSO při následném použití českých ptačích jmen nadále zohledňovat, že část návrhů na nová česká jména některých ptačích taxonů již byla použita v odborné literatuře a zaevidována v on-line databázích, a takto aktualizovaná jména lze ponechat v nové formě, vyzvala část ornitologů, zoologů a dalších zúčastněných odborníků všechny uživatele českých ptačích jmen a zejména správce databází BioLib, Wikipedie a eBird, aby se všechny použité recentní změny českého názvosloví anulovaly a vrátily k českému názvosloví podle publikace "Soustava a české názvosloví ptáků světa" (Hudec et al. 2003).